# Calippus (månekrater)
Calippus er et nedslagskrater på Månen. Det befinder sig i den østlige udkant af den forrevne Montes Caucasus-bjergkæde i den nordlige del af Månens forside, og det er opkaldt efter den græske matematiker og astronom Callippus (ca. 370 – ca. 300 f.Kr.).
Navnet blev officielt tildelt af den Internationale Astronomiske Union (IAU) i 1935. 

## Omgivelser
Calippuskrateret ligger sydvest for resterne af Alexanderkrateret og nordvest for Mare Serenitatis. Sydøst for krateret findes rillen Rima Callipus. Denne kløft løber mod nordøst i en længde på omkring 40 km. 

## Karakteristika
Calippus' ydre rand har irregulært udseende med udbulinger udad mod nordøst og – især – mod vest, hvor der er en indre hylde af nedfaldet materiale. På ydersiden findes en let vold, som er omgivet af bjergkædens ujævne terræn. Kraterbunden inden for de indre vægge, som har skarpe sider, er ujævn og irregulær.

## Satellitkratere
De kratere, som kaldes satellitter, er små kratere beliggende i eller nær hovedkrateret. Deres dannelse er sædvanligvis sket uafhængigt af dette, men de får samme navn som hovedkrateret med tilføjelse af et stort bogstav. På kort over Månen er det en konvention at identificere dem ved at placere dette bogstav på den side af satellitkraterets midte, som ligger nærmest hovedkrateret. Calippuskrateret har følgende satellitkratere:
| Calippus | Længde  | Bredde  | Diameter |
| -------- | ------- | ------- | -------- |
| A        | 37,0° N | 7,9° Ø  | 16 km    |
| B        | 36,0° N | 10,0° Ø | 7 km     |
| C        | 39,6° N | 9,1° Ø  | 40 km    |
| D        | 36,3° N | 11,3° Ø | 4 km     |
| E        | 38,9° N | 11,9° Ø | 5 km     |
| F        | 40,5° N | 10,0° Ø | 6 km     |
| G        | 41,3° N | 11,5° Ø | 4 km     |

## Måneatlas
- Billeder af Calippuskrateret i LPI-måneatlasset